# Canton d'Oulchy-le-Château
Le canton d'Oulchy-le-Château est une ancienne division administrative française située dans le département de l'Aisne et la région Picardie.

## Géographie
Ce canton a été organisé autour d'Oulchy-le-Château dans l'arrondissement de Soissons. Son altitude varie de 57 m (Rozières-sur-Crise) à 208 m (Saint-Rémy-Blanzy) pour une altitude moyenne de 125 m.

## Histoire

### Révolution française

Carte du canton d'Oulchy-le-Château en 1790.

Le canton est créé le 18 février 1790 sous la Révolution française,. 
Le canton a compté quatorze communes avec Oulchy-le-Château pour chef-lieu au moment de sa création : Arcy-Sainte-Restitue, Beugneux, Billy-sur-Ourcq, Breny, Cramaille, Cugny-lès-Crouttes, Hartennes, Montgru-Saint-Hilaire, Oulchy-la-Ville, Oulchy-le-Château, Parcy, Le Plessier-Huleu, Rozoy-Grand et Saint-Rémy-Blanzy. Il est une subdivision du district de Soissons qui disparait le 5 Fructidor An III (22 août 1795). Le canton ne subit aucune modification dans sa composition communale pendant cette période.
Lors de la création des arrondissements par la loi du 28 pluviôse an VIII (17 février 1800), le canton d'Oulchy-le-Château est rattaché à l'arrondissement de Soissons.

### 1801-2015
L'arrêté du 3 vendémiaire an X (25 septembre 1801) entraine un redécoupage du canton d'Oulchy-le-Château qui est conservé et agrandi. Huit communes du canton de Septmont (Buzancy, Chacrise, Chaudun, Rozières-sur-Crise, Taux, Tigny, Vierzy et Villemontoire) sont rattachées au canton. Six communes du canton d'Acy (Ambrief, Droizy, Launoy, Maast-et-Violaine, Muret-et-Crouttes et Nampteuil-sous-Muret) intègrent également le canton. Trois communes détachées du canton de Braisne (Branges, Cuiry-Housse et Loupeigne) rejoignent le canton. À la suite de cette recomposition, la composition communale du canton est de 29 communes.
De 1833 à 1848, les cantons de Braine et d'Oulchy-le-Château avaient le même conseiller général. Le nombre de conseillers généraux était limité à 30 par département.
Par la loi du 12 décembre 1924, la commune de Loupeigne est distraite du canton pour être rattachée dans le canton de Fère-en-Tardenois de l'arrondissement de Château-Thierry,. La composition communale passe de 29 communes à 28 communes. 
En 1943, la commune de Rozoy-Grand est renommée Grand-Rozoy,.
Par arrêté préfectoral du 21 décembre 1972, la commune de Branges est rattachée le 1er janvier 1973 à la commune d'Arcy-Sainte-Restitue,. Le canton passe de 28 à 27 communes. 
Par arrêté préfectoral du 29 décembre 1976, la commune de Cugny-lès-Crouttes est rattachée le 31 décembre 1976 à la commune d'Oulchy-le-Château,. Le canton comprend 26 communes à la suite de ce regroupement. 
Sa composition n'évolue plus jusqu'en mars 2015.

### Redécoupage de 2015
Un nouveau découpage territorial de l'Aisne entre en vigueur en mars 2015, défini par le décret du 21 février 2014 , en application des lois du 17 mai 2013 (loi organique 2013-402 et loi 2013-403). Les conseillers départementaux sont, à compter de ces élections, élus au scrutin majoritaire binominal mixte. Les électeurs de chaque canton élisent au Conseil départemental, nouvelle appellation du Conseil général, deux membres de sexe différent, qui se présentent en binôme de candidats. Les conseillers départementaux sont élus pour 6 ans au scrutin binominal majoritaire à deux tours, l'accès au second tour nécessitant 12,5 % des inscrits au 1er tour. En outre la totalité des conseillers départementaux est renouvelée. Ce nouveau mode de scrutin nécessite un redécoupage des cantons dont le nombre est divisé par deux avec arrondi à l'unité impaire supérieure. Dans l'Aisne, le nombre de cantons passe ainsi de 42 à 21. Le canton d'Oulchy-le-Château ne fait pas partie des cantons conservés du département. 
Le canton disparait lors des élections départementales de mars 2015. L'ensemble des communes du canton est regroupée celui de Villers-Cotterêts.

## Administration

### Conseillers généraux de 1833 à 2015
| Période         | Période                   | Identité                                         | Étiquette     | Qualité |
| --------------- | ------------------------- | ------------------------------------------------ | ------------- | --- |
| 1833            | 1842                      | Louis Antoine Eugène Letourneur (1804-1865)      |               | Substitut du Procureur du Roi à Soissons Maire de Braine                                                                              |
| 1842            | 1848                      | Alphonse Victor Gabriel Paillet                  | Droite        | Avocat à la Cour royale de Paris Propriétaire du château de Belleau Député (1846-1848, 1849-1851)                                     |
| 1848            | 1852                      | Joseph Gaillart                                  |               | Cultivateur à Vierzy |
| 1852            | 1864                      | Chevalier Alexandre Clément de Blavette          |               | Propriétaire, avocat, maire de Loupeigne                                                                                              |
| 1864            | 1871                      | Jacques Maurice de Chastenet marquis de Puységur |               | Lieutenant-colonel, officier d'ordonnance de l'Empereur Napoléon III Propriétaire du château de Buzancy                               |
| 1871            | 1913 (décès)              | Victor Deviolaine (1833-1913)                    | Conservateur  | Maître de verrerie à Vauxrôts, près de Soissons Député (1876-1877) Maire de Cuffies Président du Conseil Général                      |
| 1913            | 1931                      | Émile Forzy                                      | URD           | Agriculteur Maire de Villemontoire |
| 1931            | 1942 (démission d'office) | Georges Monnet                                   | SFIO          | Agriculteur Maire de Celles-sur-Aisne Député (1928-1942) Ministre (1936-1938 et 1940) Révoqué par le Gouvernement de Vichy            |
|                 |                           |                                                  |               | |
| 1943            | 1945                      | Fernand Noizet                                   |               | Négociant Maire d'Oulchy-le-Château Nommé conseiller départemental en 1943                                                            |
| 1945            | 1949 (démission)          | Georges Monnet                                   | SFIO puis DVG | Agriculteur Député (1928-1942) Ministre (1936-1938 et 1940) Conseiller de l'Union Française (1947-1958)                               |
| 1949            | 1957                      | Albert Belet (1908-1967)                         | DVD           | Propriétaire à Oulchy-le-Château |
| 1957            | 1972 (démission)          | Jacques Moquet                                   | DVD puis UDR  | Agriculteur Maire de Villemontoire Sénateur (février à octobre 1971)                                                                  |
| 13 février 1972 | 2001                      | Paul Girod                                       | CDP puis UDF  | Agriculteur Sénateur (1978-2008) Maire de Droizy (1958-2021) Conseiller régional (1973-1988) Président du Conseil Général (1988-1998) |
| 2001            | 2015                      | Hervé Muzart                                     | UDF puis UMP  | Agriculteur Maire de Vierzy Président de la communauté de communes du canton d'Oulchy-le-Château                                      |

### Conseillers d'arrondissement (de 1833 à 1940)
| Période                                  | Période | Identité                             | Étiquette | Qualité |
| ---------------------------------------- | ------- | ------------------------------------ | --------- | --- |
| 1833                                     | 1839    | Florent Théodore Geslin              |           | Propriétaire, cultivateur à Longpont                                                                        |
| 1839                                     | 1848    | Nicolas Bernard Fournier (1785-1870) |           | Propriétaire cultivateur, maire de Cramaille                                                                |
|                                          |         |                                      |           | |
| 1904                                     | 1919    | François-Lucien Manichon             |           | Docteur en médecine à Oulchy-le-Château                                                                     |
|                                          |         |                                      |           | |
| 1922                                     | 1934    | Jules Courteaux (né en 1867)         | Radical   | Cultivateur, Président de la société La Sentinelle, Oulchy-le-Château                                       |
| 1934                                     | 1940    | M. Charlon                           | Conc.rép. | |
| 1940                                     |         |                                      |           | Les conseils d'arrondissement ont été suspendus par la loi du 12 octobre 1940 et n'ont jamais été réactivés |
| Les données manquantes sont à compléter. |         |                                      |           | |

## Composition
Le canton d'Oulchy-le-Château a groupé 26 communes et a compté 5 715 habitants en 2012.
| Code Insee | Nom                           | Superficie (km2) | Population (hab.) | Densité (hab./km2) |
| ---------- | ----------------------------- | ---------------- | ----------------- | ------------------ |
| 02580      | Oulchy-le-Château (Chef-lieu) | 15,08            | 829               | 54,97              |
| 02012      | Ambrief                       | 4,50             | 65                | 14,44              |
| 02022      | Arcy-Sainte-Restitue          | 26,43            | 414               | 15,66              |
| 02082      | Beugneux                      | 7,68             | 113               | 14,71              |
| 02090      | Billy-sur-Ourcq               | 10,17            | 216               | 21,24              |
| 02121      | Breny                         | 4,52             | 257               | 56,86              |
| 02138      | Buzancy                       | 4,75             | 186               | 39,16              |
| 02154      | Chacrise                      | 12,74            | 326               | 25,59              |
| 02172      | Chaudun                       | 8,52             | 255               | 29,93              |
| 02233      | Cramaille                     | 8,12             | 131               | 16,13              |
| 02249      | Cuiry-Housse                  | 8,54             | 112               | 13,11              |
| 02272      | Droizy                        | 5,42             | 72                | 13,28              |
| 02372      | Hartennes-et-Taux             | 6,31             | 366               | 58                 |
| 02412      | Launoy                        | 9,10             | 102               | 11,21              |
| 02447      | Maast-et-Violaine             | 10,96            | 151               | 13,78              |
| 02507      | Montgru-Saint-Hilaire         | 3,24             | 35                | 10,8               |
| 02533      | Muret-et-Crouttes             | 5,24             | 133               | 25,38              |
| 02536      | Nampteuil-sous-Muret          | 3,38             | 93                | 27,51              |
| 02579      | Oulchy-la-Ville               | 7,13             | 124               | 17,39              |
| 02585      | Parcy-et-Tigny                | 10,59            | 249               | 23,51              |
| 02606      | Le Plessier-Huleu             | 5,20             | 74                | 14,23              |
| 02663      | Rozières-sur-Crise            | 7,32             | 229               | 31,28              |
| 02665      | Grand-Rozoy                   | 12,45            | 310               | 24,9               |
| 02693      | Saint-Rémy-Blanzy             | 13,99            | 225               | 16,08              |
| 02799      | Vierzy                        | 12,73            | 445               | 34,96              |
| 02804      | Villemontoire                 | 7,65             | 203               | 26,54              |

## Démographie
| 1962  | 1968  | 1975  | 1982  | 1990  | 1999  | 2006  | 2007  | 2008  |
| ----- | ----- | ----- | ----- | ----- | ----- | ----- | ----- | ----- |
| 5 998 | 5 562 | 5 052 | 5 042 | 5 347 | 5 468 | 5 654 | 5 679 | 5 709 |

| 2009  | 2010  | 2011  | 2012  | - | - | - | - | - |
| ----- | ----- | ----- | ----- | - | - | - | - | - |
| 5 719 | 5 712 | 5 704 | 5 715 | - | - | - | - | - |